# Napoleone Bonaparte come Marte pacificatore (Milano)
Napoleone Bonaparte come Marte pacificatore è una scultura in bronzo di Antonio Canova (copia dell'originale in marmo) posta al centro del cortile d'onore del palazzo di Brera a Milano.

## Storia
Nella primavera del 1807 il ministro Charles-Jean-Marie Alquier, ambasciatore di Francia a Roma, per disposizione del principe Eugenio di Beauharnais, viceré del Regno d'Italia nonché figliastro di Napoleone, commissionò ad Antonio Canova, per la cifra di cinquemila luigi francesi, una copia esatta in bronzo della statua marmorea di Napoleone Bonaparte come Marte pacificatore.

### Il gesso preparatorio
Il grande gesso preparatorio ora conservato nella sala XIV della Pinacoteca di Brera è uno dei cinque che furono commissionati dal Canova in preparazione alla fusione a cera persa del monumento a Napoleone. Realizzata come le altre quattro da Vincenzo Malpieri nel 1808, questa copia era stata destinata alla biblioteca dell'Università di Padova, per l'amico del Canova Daniele Francesconi. Le casse che contenevano il grande gesso, alto più di 3 metri e pesante quasi due tonnellate, rimasero però per lungo tempo presso gli uffici della dogana di Padova vista l'impossibilità del Francesconi di accollarsi il costo di 330 scudi dello sdoganamento dell'opera. Dopo trattative del Governo del Regno d'Italia il gesso venne acquistato in pessime condizioni per essere destinato all'Accademia Reale di Belle Arti. Rimossa dai saloni napoleonici già nel 1814, l'opera venne conservata negli scantinati dell'Accademia e poi nell'aula VI. Ritirato nel 2008 fu restaurato e collocato nella sala XIV della pinacoteca nel maggio 2009.

### La fusione
Il bronzo necessario alla realizzazione della statua venne ottenuto fondendo alcuni cannoni di Castel Sant'Angelo, mentre per l'esecuzione furono incaricati Francesco e Luigi Righetti, fonditori romani. La perfetta fusione riuscì solamente al secondo tentativo a causa della difficoltà dell'operazione.

### Le difficoltà di collocazione
Nel maggio 1812 lo stesso Viceré ordinò che la statua fosse innalzata a Milano in conveniente luogo per cui il Ministro dell'interno Luigi Vaccari (in carica dal 1809 al 1814) invitò il senatore Luigi Castiglioni, allora presidente dell’Accademia di belle arti, a proporre il luogo e un disegno del piedestallo. Quando l'opera giunse a Milano venne posta in un angolo del portico del palazzo delle scienze: i membri dell’accademia di Brera suggerirono di innalzare il monumento in piazza del Duomo o nell'attuale piazza Fontana nel nicchione dell'antica piazza de’ Tribunali, dove precedentemente si trovava la statua di Filippo II.
Per via della divergenza di opinioni sul dove porre il monumento il viceré dispose che fosse provvisoriamente collocato nel secondo cortile del palazzo del Senato ma, ritardato l’adempimento di quest’ordine, il cavalier architetto Giuseppe Zanoia, allora presidente dell’Accademia, ottenne nel giugno 1813 che fosse temporaneamente deposto nella sala delle antichità.
Caduto Napoleone la statua venne immagazzinata nei sotterranei dell’Accademia dove rimase finché, il 3 marzo 1857, l’Imperatore d’Austria, durante un suo soggiorno a Milano, ordinò che «per quella statua venisse sùbito eretto un conveniente piedestallo, a spese dello Stato, e che sovr’esso la si collocasse poi ne’ pubblici giardini di questa capitale».
L'ordine, non eseguito, fu uno degli ultimi impartiti a Milano dall'Imperatore austriaco.

### Il cortile di Brera
Il monumento, grazie alla visita di Napoleone III a Milano, venne posto al centro del cortile d'onore del palazzo di Brera, sua collocazione attuale, il giorno 14 agosto 1859 con una grande manifestazione inaugurale e un discorso di Giulio Carcano.
Una nuova inaugurazione fu fatta l'8 novembre 1864 per il posizionamento definitivo sul piedistallo disegnato da Luigi Bisi.

## Restauri
Nel 1980 la Vittoria Alata venne sostituita in seguito al furto dell'originale avvenuto nel 1978.
Nel 2014 il monumentale bronzo è stato sottoposto ad un meticoloso intervento di restauro volto a frenare l'azione degli agenti atmosferici e le conseguenti alterazioni chimico-fisiche del materiale.